# SubRoc-3D
SubRoc-3D (サブ • ロッケ3D) est un jeu de tir à la première personne sorti en 1982 sur borne d'arcade,,. SubRoc est un mot-valise de Submarine-Rocket.

## Système de jeu
SubRoc-3D est le premier jeu vidéo à offrir des images en 3D relief, grâce à l'affichage d'images individuels pour chaque œil.
Comme Space Tactics, il est aussi l'un des premiers jeux de tir à la première personne où l'écran se déplace entièrement pour suivre la visée du joueur.
Le but du jeu consiste à éliminer des bateaux et des soucoupes volantes au moyen de torpilles et de missiles.